# Episodi di 9-1-1: Lone Star (quinta stagione)
La quinta e ultima stagione della serie televisiva 9-1-1: Lone Star è stata trasmessa in prima visione assoluta negli Stati Uniti d'America da Fox dal 23 settembre 2024 al 3 febbraio 2025. 
In Italia le puntate 1-10 della stagione sono state pubblicate sulla piattaforma di streaming on-demand Disney+, in lingua italiana, dal 27 novembre 2024 al 29 gennaio 2025. Le puntate 11 e 12 sono state pubblicate in versione originale sottotitolata il 5 e il 12 febbraio, e in versione doppiata il 14 febbraio e il 4 marzo 2025.
| n° | Titolo originale | Titolo italiano           | Prima TV USA      | Pubblicazione Italia |
| -- | ---------------- | ------------------------- | ----------------- | -------------------- |
| 1  | Both Sides, Now  | Da entrambe le parti, ora | 23 settembre 2024 | 27 novembre 2024     |
| 2  | Trainwrecks      | Disastri ferroviari       | 30 settembre 2024 | 4 dicembre 2024      |
| 3  | Cl2              | Cl2                       | 7 ottobre 2024    | 11 dicembre 2024     |
| 4  | My Way           | A modo mio                | 14 ottobre 2024   | 18 dicembre 2024     |
| 5  | Thunderstruck    | Sbigottito                | 21 ottobre 2024   | 25 dicembre 2024     |
| 6  | Naked Truth      | La nuda verità            | 4 novembre 2024   | 1º gennaio 2025      |
| 7  | Kiddos           | Ragazzini                 | 11 novembre 2024  | 8 gennaio 2025       |
| 8  | The Quiet Ones   | Quelli tranquilli         | 18 novembre 2024  | 15 gennaio 2025      |
| 9  | Fall From Grace  | Caduta in disgrazia       | 2 dicembre 2024   | 22 gennaio 2025      |
| 10 | All Who Wander   | Tutti quelli che vagano   | 20 gennaio 2025   | 29 gennaio 2025      |
| 11 | Impact           | Impatto                   | 27 gennaio 2025   | 5 febbraio 2025      |
| 11 | Impact           | Impatto                   | 27 gennaio 2025   | 14 febbraio 2025     |
| 12 | Homecoming       | Rimpatriata               | 3 febbraio 2025   | 12 febbraio 2025     |
| 12 | Homecoming       | Rimpatriata               | 3 febbraio 2025   | 4 marzo 2025         |